# 沃伊切赫·科普丘克
沃伊切赫·科普丘克是哥倫比亞大學經濟學教授。他目前是《公共經濟學雜誌》的主編。

## 生平
科普丘克於1996年獲得華沙大學學士學位。隨後，他在密西根大學獲得碩士和博士學位。在2003年加入哥倫比亞大學之前，他曾在英屬哥倫比亞大學任教。他也是美國全國經濟研究所公共經濟學計畫的助理研究員。他的研究重點是稅收政策以及收入和財富不平等。科普丘克是財富稅的批評者。
科普丘克於2017年9月擔任《公共經濟學雜誌》主編。
2001年，他因發現人們會試圖推遲自己的死亡時間以逃避遺產稅而獲得搞笑諾貝爾獎經濟學獎。